# Clastoptera testacea
Clastoptera testacea is een halfvleugelig insect uit de familie Clastopteridae. De wetenschappelijke naam van deze soort is voor het eerst geldig gepubliceerd in 1851 door Fitch.